# Церковь Казанской иконы Божией Матери (Кугушерга)
Казанская церковь — приходской храм Южного благочиния Яранской епархии Русской православной церкви в селе Кугушерга Яранского района Кировской области.
Объект культурного наследия России, памятник архитектуры.

## История
Первая деревянная Богородицкая церковь была освящена в 1712 году. Она сгорела во второй половине XVIII века. В 1780 году построена новая, также деревянная, церковь во имя Трёх святителей. Каменная Богородицкая церковь построена в 1820 году и расширена в 1869 году. Закрыта не позже 1930-х годов. В 2020 году началось восстановление храма.

## Архитектура
К четырёхстолпной пятикупольной постройке примыкают трапезная и шатровая колокольня, сооруженная на основе старой колокольни 1810-х годов. Имелись Трёхсвятский и Георгиевский приделы.